# Devernois (công ty)
Devernois là một công ty may sẵn có trụ sở chính tại Le Coteau, Pháp.
Công ty được thành lập vào năm 1927 bởi Claudius Devernois. Công ty chuyên về lĩnh vực dệt kim, thiết kế, sản xuất và tiếp thị quần áo và phụ kiện cho phụ nữ.
Ở Pháp, ở Roanne, trụ sở lịch sử của công ty, đường khâu được nghĩ ra, tạo ra, dệt và kiểm tra, từ các sợi đến từ các nhà máy kéo sợi  của Ý.

## Lịch sử
Séverine Brun tiếp quản thương hiệu do ông của cô tạo ra vào năm 2005. Cô là tổng giám đốc của công ty và chủ tịch của Createch, trường giáo dục thường xuyên và vừa học vừa làm chuyên về dệt may, kể từ năm 2000.
Éric Foucault (công ty Prospheres) đảm nhận vị trí chủ tịch của công ty vào cuối năm 2018 và thay thế Thierry Brun.

## Hoạt động
Thương hiệu có mặt tại 138 cửa hàng, trong đó có 38 cửa hàng ở nước ngoài.
Vào cuối năm 2018, có 113 điểm bán hàng được đặt tại châu Âu.